# صموئيل ك. روبنز
صموئيل ك. روبنز (بالإنجليزية: Samuel K. Robbins)‏ هو محامي وسياسي أمريكي، ولد في 9 مايو 1853 في الولايات المتحدة، وتوفي في 26 ديسمبر 1926 في الولايات المتحدة بسبب نوبة قلبية. حزبياً، نشط في الحزب الجمهوري. وقد انتخب عضو مجلس ولاية نيوجيرسي وانتخب عضو جمعية نيوجيرسي العامة.